# Cimetière militaire de Spanbroekmolen
Pour un article plus général, voir Sites funéraires et mémoriels de la Première Guerre mondiale (Front Ouest).
Le cimetière britannique de Spanbroekmolen, ou Spanbroekmolen British Cemetery, est un cimetière de la Commonwealth War Graves Commission (CWGC) dédié aux soldats morts durant la Première Guerre mondiale, situé dans le Heuvelland, dans le saillant d'Ypres sur le front occidental, en Belgique. Il est situé à Spanbroekmolen, sur l'un des points les plus élevés de la crête de Messines.

## Description

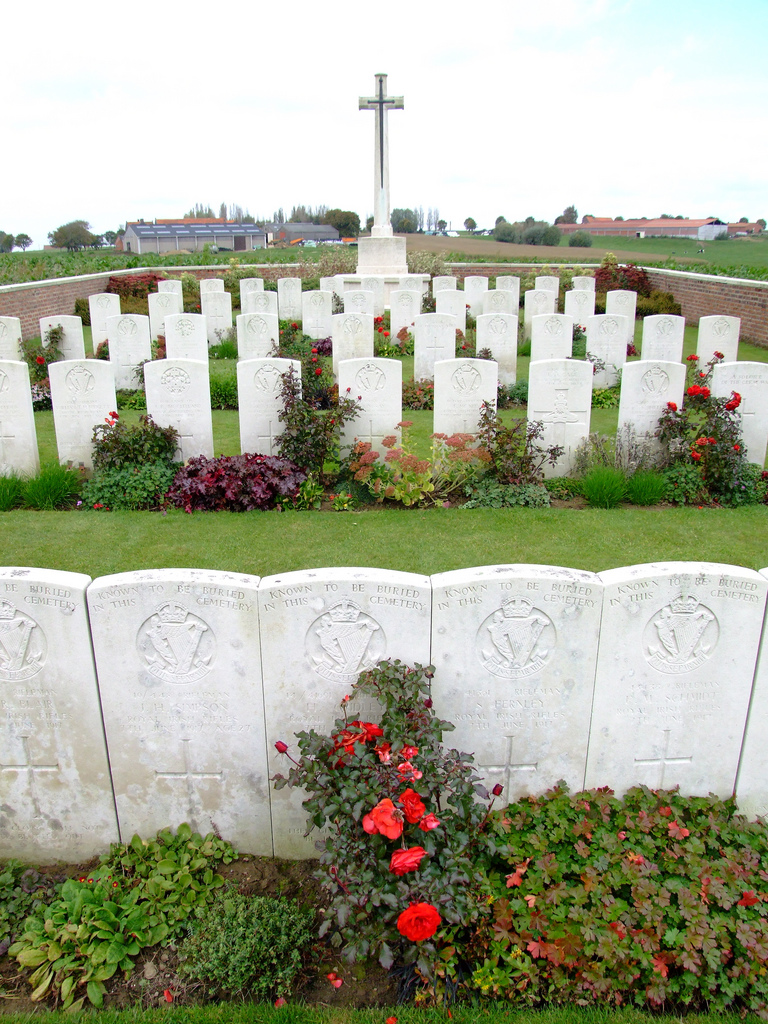
Tombes du cimetière britannique de Spanbroekmolen.

Le cimetière, nommé d'après un moulin à vent, a été créé à l'été 1917. Il contient principalement des sépultures du premier jour de la bataille de Messines, plus une du lendemain Comme dans le cimetière militaire de Lone Tree situé à proximité, beaucoup de ceux qui sont enterrés ici appartenaient à la 36e division (Ulster).
Le cimetière a été détruit lors de combats ultérieurs et a été reconstruit après l'armistice. Six tombes n'ont pas pu être localisées et un « Special Memorial » note les noms des hommes dont les tombes n'ont pas été retrouvées.
Certains des hommes enterrés ici ont été tués par l'explosion d'une mine placée par les Royal Engineers britanniques. La mine de Spanbroekmolen, qui faisait partie d'une série de mines sous les lignes allemandes, était une charge de 41tonnes d'ammonal et se trouvait à 26 m sous le sol au fond d'une galerie de 520 m. Elle explose avec un retard de 15 secondes au début de la bataille le 7 juin 1917 et forme  un cratère d'un diamètre de 76 m et profond de 12 m, détruisant les tranchées allemandes et bouleversant les communications. Le cratère d'explosion, maintenant rempli d'eau, existe toujours et s'appelle cratère Spanbroekmolen ou cratère Lone Tree Elle est acquise en 1929 par la fondation Toc H à Poperinge, aujourd'hui reconnue comme la « Piscine de la paix »,,.
Le cimetière a été conçu par JR Truelove. Le terrain du cimetière a été attribué au Royaume-Uni à perpétuité par le roi Albert Ier de Belgique en reconnaissance des sacrifices consentis par l'Empire britannique dans la défense et la libération de la Belgique pendant la guerre.